# جبل غوري
جبل غوري (بالإنجليزية: Gauri Mons)‏ هو أحد جبال كوكب الزهرة.

## الإحداثيات
20°12′S 102°12′E / 20.2°S 102.2°E

يقع في 20.2 درجة على العرض الجغرافي جنوباً وفي 102.2 درجة على الطول الجغرافي شرقاً.

## الأبعاد
القطر أو أطول بعد للتضاريس بالكيلومترات هو 75.0.

## حالة إعتماد الاسم
تم اعتماده من الجمعية العامة للاتحاد الفلكي الدولي (IAU).

## أصل التسمية
على اسم غوري، إلهة الجبال في الأساطير الهندوسية.